# Isaiah J. Thompson

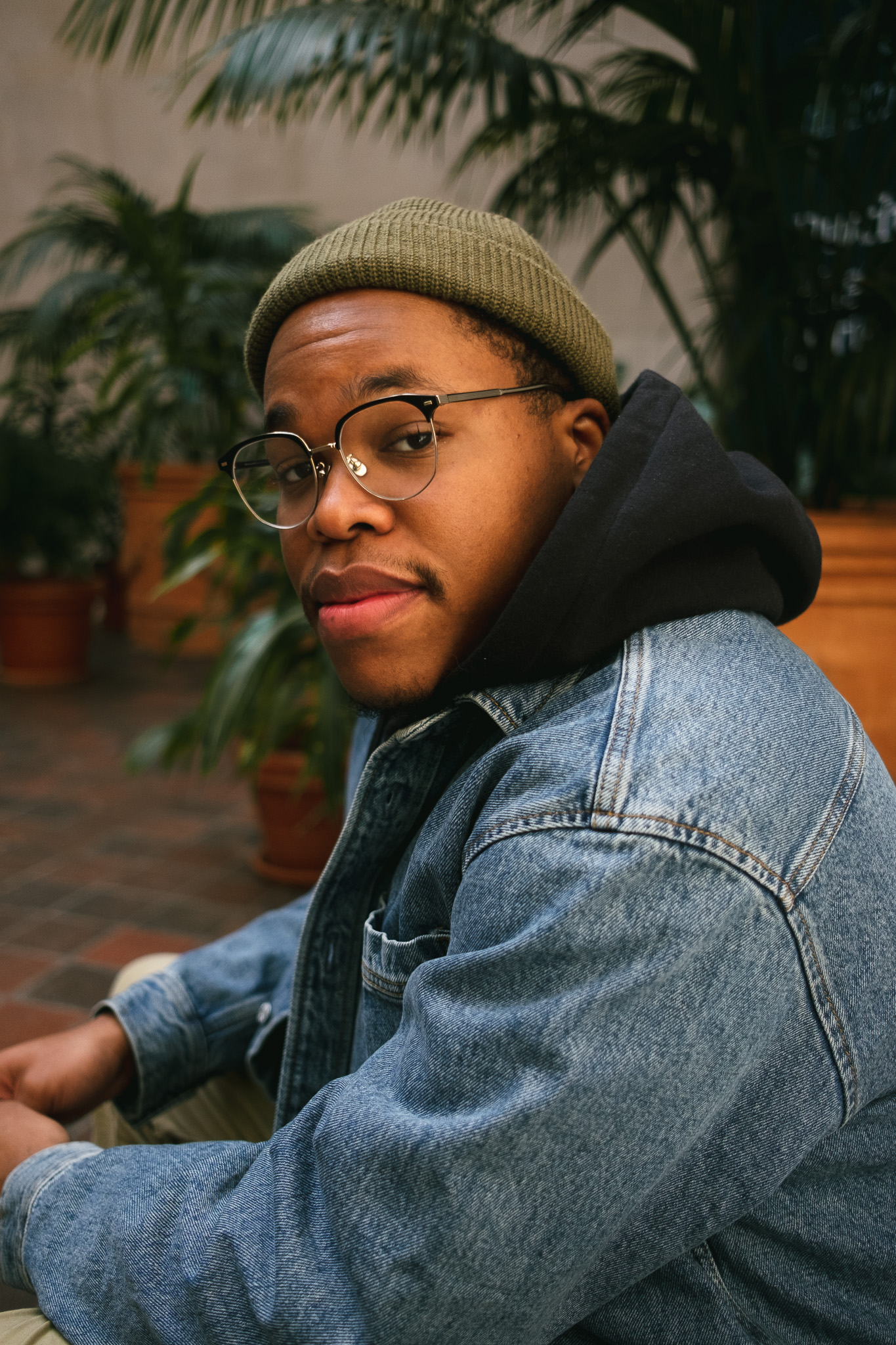
Isaiah J. Thompson

Isaiah J. Thompson (* 29. April 1997 in West Orange, New Jersey) ist ein US-amerikanischer Jazzmusiker (Piano, Komposition).

## Leben und Wirken
Thompson, der in West Orange aufwuchs, erhielt erste musikalische Ausbildung an der Calderone School of Music, als Jugendlicher bei Jazz House Kids in Montclair (New Jersey) und bei NJPAC Jazz for Teens. Während seines zweiten Jahres an der Juilliard School wurde Wynton Marsalis sein Mentor. Seitdem ist er sowohl regelmäßig in New York als auch auf Bühnen weltweit aufgetreten. Erste Aufnahmen entstanden 2016, als er dem Jazz at Lincoln Center Orchestra angehörte (Handful of Keys). Nach dem Bachelor (2019) schloss er seine Studien 2020 mit dem Master ab. Nach einer ersten EP (The Isaiah J. Thompson Trio Live from @exuberance, 2018; mit Philip Norris, Bass, und Cameron MacIntosh, Schlagzeug) spielte Thompson Mitte 2019 sein Debütalbum Plays the Music of Buddy Montgomery (WJ3 Records) ein, mit Philip Norris, Willie Jones III (Schlagzeug) und Daniel Sadownick (Perkussion).
2022 leitete Thompson ein Quartett mit seinem Jugendfreund Julian Lee (Tenorsaxophon) sowie mit Philip Norris (Bass) und Taurien „TJ“ Reddick (Schlagzeug). Es entstanden die Alben Composed in Color (2021, in Triobesetzung, z. T. mit den Gästen Christian McBride, Kenny Washington und Joe Farnsworth) und The Power of Spirit (2023 im erwähnten Quartett). Ende 2023 legte er zudem A Guaraldi Holiday vor, eine Hommage an die Musik Vince Guaraldis für die TV-Serie The Peanuts. Sein einfallsreiches Album The Book of Isaiah: Modern Jazz Ministry mit den Solisten Julian Lee und Vuyo Sotashe widmete er der Idee einer modernen Jazzmesse.
Zu hören ist Thompson auch auf Willie Jones’ Album Fallen Heroes (2020) und Michael Blakes Interpretation von Frank Kimbroughs „Sloppy Seconds“ auf der Kompilation Kimbrough (2021). Weiterhin trat er mit Ron Carter, John Pizzarelli, Christian McBride, Steve Turre und Buster Williams auf. Im Bereich des Jazz war er laut Tom Lord zwischen 2016 und 2024 an zehn Aufnahmesessions beteiligt.

## Preise und Auszeichnungen
2018 wurde Thompson als Lincoln Center Emerging Artist Award geehrt und kam auf den zweiten Platz beim Thelonious-Monk-Wettbewerb. 2023 wurde er mit dem mit mehr als 200.000 US-Dollar dotierten American Pianists Award der American Pianists Association ausgezeichnet.